# Bletia catenulata
Bletia catenulata es una especie de orquídea de hábito terrestre originaria del oeste de Sudamérica hasta Brasil.

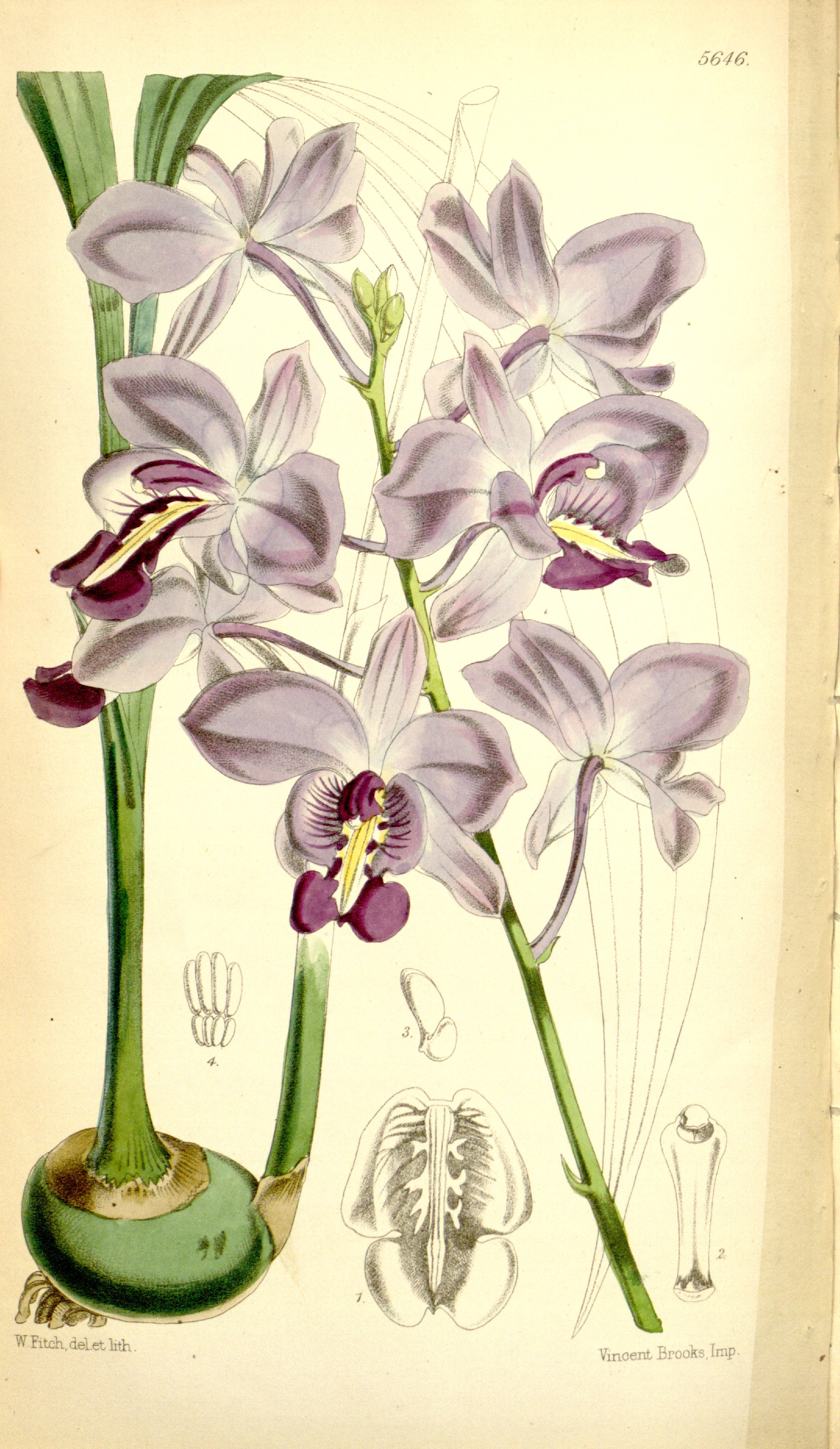
Ilustración

## Descripción
Es una orquídea que prefiere el clima fresco al cálido, es de hábito terrestre con bulbos basales deprimidos y subglobosos con vainas y hojas estrechamente linear-lanceoladas y firmemente agrupadas. Florece  en una inflorescencia  de 45 cm a 120 cm de largo, de erecta a arqueada, racemosa con  3 a 9 flores de 5 cm de amplitud que florecen sucesivamente. La floración se produce  en la primavera y el verano.

## Distribución y hábitat
Se encuentra distribuida por Colombia, Ecuador, Perú, Bolivia y Brasil donde se encuentra en alturas de 200 a 2500 metros, en taludes, corrimientos de tierras y en los claros abiertos del bosque de montaña húmedo, así como en lugares pantanosos.

## Taxonomía
Bletia catenulata fue descrito por Ruiz & Pav. y publicado en Systema Vegetabilium Florae Peruvianae et Chilensis 1: 229. 1798.
Etimología
Bletia, (abreviado Bleti.): nombre genérico que se ha nombrado en honor del farmacéutico y botánico español del siglo XIX; Luis Blet, quien atendía un jardín botánico en Algeciras.
catenulata: epíteto latino que significa "con pequeño formato".
Sinonimia
- Bletia ecuadorensis Schltr. 1916
- Bletia rodriguesii Cogn. 1901
- Bletia sanguinea Poepp. & Endl. 1836
- Bletia sherrattiana Batem. ex Lindley 1867
- Bletia watsoni Hort. 1894
- Epidendrum octandrum Vell. 1831
- Epistephium herzogianum Kraenzl. 1908
- Regnellia purpurea Barb.Rodr. 1877[1][5][6]